# Karl Schnog
Karl Schnog (Pseudonyme: Anton Emerenzer, Carl Coblentz,  Ernst Huth, Kornschlag, Tom Palmer, Charly vom Thurm; * 14. Juni 1897 in Köln; † 23. August 1964 in Berlin) war ein deutscher Schriftsteller.

## Leben
Karl Schnog war der Sohn eines Handwerkers. Nach dem Besuch der Volksschule absolvierte er eine kaufmännische Lehre. Er nahm als Soldat am Ersten Weltkrieg teil und engagierte sich 1918 in einem Arbeiter- und Soldatenrat. Nach dem Ende des Krieges nahm er Sprach- und Schauspielunterricht und trat anschließend als Schauspieler und Conférencier an diversen Theatern und literarischen Kabaretts in Berlin und anderen Städten auf; dabei arbeitete er u. a. mit Erwin Piscator und Erich Weinert zusammen. Ab 1925 war Schnog freier Schriftsteller und ab 1927 Sprecher beim Rundfunk. Er verfasste Hörspiele und lieferte Beiträge für die satirische, der SPD nahestehende Zeitschrift „Lachen links“ und für die Münzenbergs „Arbeiter-Illustrierte-Zeitung“. 1925 schrieb er seinen ersten Beitrag für die Weltbühne.

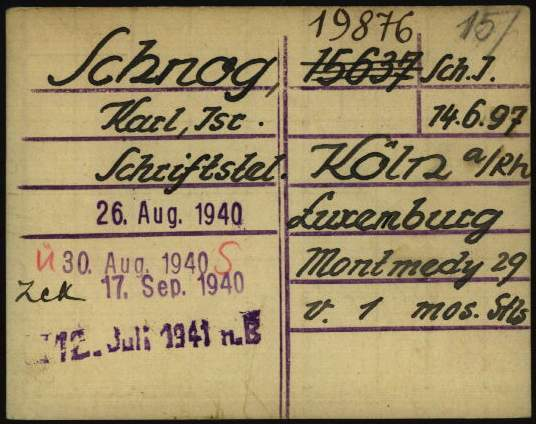
Registrierungskarte von Karl Schnog als Gefangener im Konzentrationslager Dachau

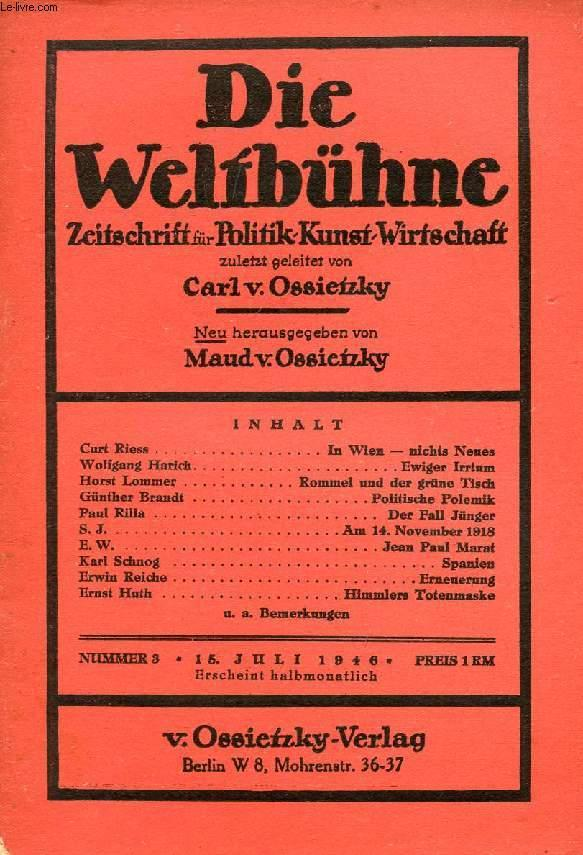
Karl Schnog in der Weltbühne (1946)

Nach der nationalsozialistischen Machtergreifung im Jahre 1933 floh Karl Schnog ins Ausland. Er ging zuerst in die Schweiz und gelangte schließlich im Oktober 1933 über Frankreich nach Luxemburg. Dort war er in den folgenden Jahren Mitarbeiter verschiedener Luxemburger Zeitungen und Organen der deutschen Exilpresse wie der „Deutschen Freiheit“ und des „Neuen Vorwärts“. Schnog, dem 1936 die deutsche Staatsbürgerschaft aberkannt worden war, versuchte vergeblich, in die Vereinigten Staaten zu emigrieren. Nach dem Einmarsch der Wehrmacht in Luxemburg wurde er im Mai 1940 von der Gestapo verhaftet. Als Häftling durchlief er die KZs Dachau, Sachsenhausen und Buchenwald. Nach seiner Befreiung kehrte er 1945 nach Luxemburg zurück, wo er beim UNO-Sender tätig war. 1946 ging er in die Sowjetische Besatzungszone Deutschlands. Dort wirkte er als Chefredakteur der Satirezeitschrift „Ulenspiegel“. Er trat der SED bei und war von 1948 bis 1951 Redakteur beim Berliner Rundfunk. Anschließend lebte er wieder als freier Schriftsteller in Ost-Berlin.
Karl Schnog war Verfasser von Erzählungen, Satiren, Gedichten, Theaterstücken und Kabarett-Texten. Als Hörspielautor gehörte er in den Zwanzigerjahren zu den Pionieren dieses Genres in Deutschland. Schnog erhielt 1957 den Heinrich-Heine-Preis sowie den Vaterländischen Verdienstorden der DDR in Silber.
Karl Schnog war verheiratet mit Lucia Zengerling (* 1895) aus Stavenhagen. 1930 wurde die Tochter Hanna geboren.

## Werke
- Gezumpel, Verlag von Leon Hirsch, Berlin-Schöneberg 1925
- Kinnhaken, Luxemburg 1934
- La Grande Compagnie de Colonisation, Luxemburg 1937 (unter dem Namen Tom Palmer)
- Unbekanntes KZ, Luxemburg 1945
- Jedem das Seine, Berlin 1947
- Zeitgedichte – Zeitgeschichte von 1925 - 1950, Berlin 1949
- Charlie Chaplin, Berlin 1960

## Herausgeberschaft
- Jonathan Swift: Swift, Weimar 1954 (herausgegeben zusammen mit Heinz Mohr)